# توماس إم. كارنغي
توماس إم. كارنغي (بالإنجليزية: Thomas M. Carnegie)‏ هو شخصية أعمال أمريكي، ولد في 2 أكتوبر 1843 في دنفيرملين في المملكة المتحدة، وتوفي في 19 أكتوبر 1886 في بيتسبرغ في الولايات المتحدة بسبب ذات الرئة.